# Daniele Cernilli
Daniele Cernilli (Roma, 22 dicembre 1954) è un giornalista enogastronomico italiano.

## Carriera
Nel 1980 si laurea in filosofia teoretica discutendo la tesi con Guido Calogero.
È stato, con Stefano Bonilli, fra gli artefici del Gambero Rosso, fin dai suoi esordi, nel 1986, dopo avere collaborato con altre riviste di settore, come Vini&liquori , Il Vino, Le Pagine del Vino, e con mensili e quotidiani quali "Nautica", "La Repubblica", ed il "Corriere Adriatico", ricoprendo negli anni i ruoli di vice direttore, condirettore e direttore del Gambero Rosso mensile e di molte pubblicazioni della Gambero Rosso Editore. Curatore della guida Vini d'Italia fin dalla sua prima edizione, nel 1987 e fino al 2011.
A lui si deve l'ideazione della classificazione dei vini in bicchieri da uno a tre, e l'invenzione del premio dei tre bicchieri per i migliori vini valutati su quella guida. Dal 1999 e fino al 2008 è stato fra gli autori del canale tematico RaiSat Gambero Rosso Channel che ha inoltre diretto dalla fine del 2008 agli inizi del 2011.
Giornalista professionista dal 1995.
Nel 2006 ha pubblicato per l'editore Einaudi il volume Memorie di un assaggiatore di vini, nella collana Stile Libero.
Dal 2007 è Socio Onorario dell'Associazione Italiana Sommelier, della quale è stato iscritto fin dal 1979 ottenendo il diploma di sommelier e di relatore ai corsi di degustazione fin dal 1983.
Ha lasciato la direzione del Gambero Rosso il giorno 14 gennaio 2011. È rientrato dunque nell'Associazione Italiana Sommeliers di Roma, dove tra l'altro è stato docente ai corsi per sommelier e responsabile dell'area comunicazione dell'Ais fino al 2012. Nel 2011 ha ideato il sito web www.doctorwine.it. Dal maggio del 2012 al maggio 2015 ha collaborato con "Sette" il settimanale supplemento del "Corriere della Sera".
Nel 2013 si è candidato per la camera dei deputati per il partito Scelta civica con Monti nella circoscrizione Lazio2 al decimo posto..
Nel maggio del 2013 ha ricevuto il titolo di Maestro Assaggiatore Onorario dall'ONAV (Organizzazione Nazionale Assaggiatori Vini).
Dal giugno del 2013 è stato nominato "consultant editor" della rivista Spirito di Vino
Nell'aprile 2014 ha pubblicato con Einaudi Stile Libero Extra il volume "I racconti (e i consigli) di Doctor Wine".
Sempre nel 2014 ha iniziato a collaborare con il settimanale cartaceo Pagina99 we, ed ha pubblicato la "Guida Essenziale ai Vini d'Italia" edita da Arnoldo Mondadori fino al 2016 e poi pubblicata da DoctorWine.
A partire dal gennaio 2015 è entrato a far parte del direttivo dell'ONAV (Organizzazione Nazionale Assaggiatori Vino) della quale è Maestro Assaggiatore nonché relatore in lezioni del II livello.
Dall'aprile 2016 è direttore responsabile della rivista trimestrale L'Assaggiatore, testata ufficiale dell'ONAV.
È giudice internazionale di vini e ha partecipato alle commissioni d'assaggio dei concorsi DWWA (Decanter World Wine Award), BIWA (Best Italian Wine Award) e del Concours Mondial de Bruxelles.
Dal 2019 è Chairman di 5Stars - The Book concorso organizzato da Vinitaly International.
Nel novembre del 2023 ha ricevuto il premio Comunicazione Italia e il diploma di Socio Onorario da Assoenologi. 
Nello stesso periodo ha iniziato una collaborazione con il settimanale Panorama.